# Pyramica reflexa
Pyramica reflexa är en myrart som först beskrevs av Wesson 1939.  Pyramica reflexa ingår i släktet Pyramica och familjen myror. Inga underarter finns listade i Catalogue of Life.

## Bildgalleri